# 鄒瑛
鄒瑛（？—？），字希古。江南崑山縣人，清朝初年官員。同進士出身。

## 生平
鄒瑛于顺治四年（1647年）中式丁亥科进士，榜姓李。官至漳縣知縣。